# Kitan-Schrift

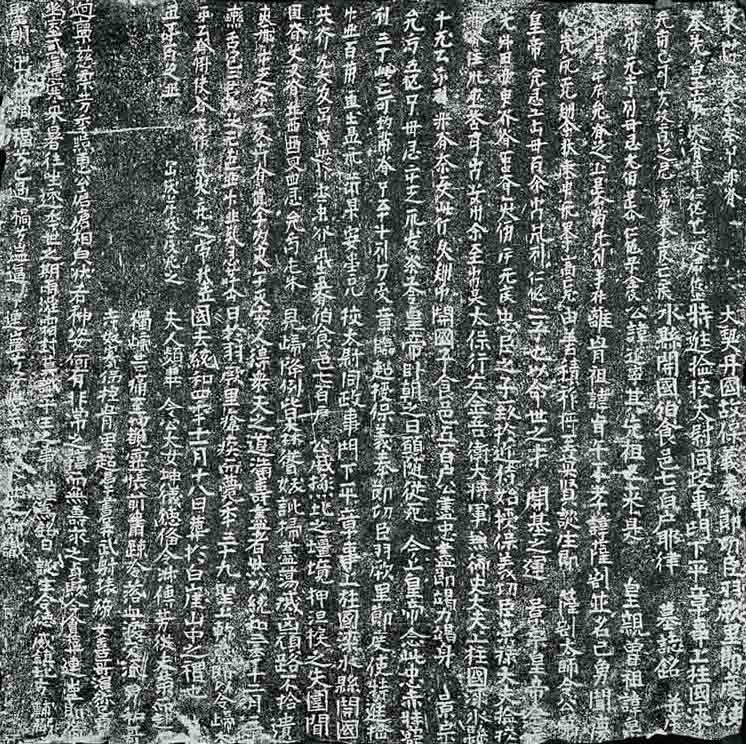
Inschrift in Großer Chitan-Schrift und Chinesisch aus dem Jahr 986

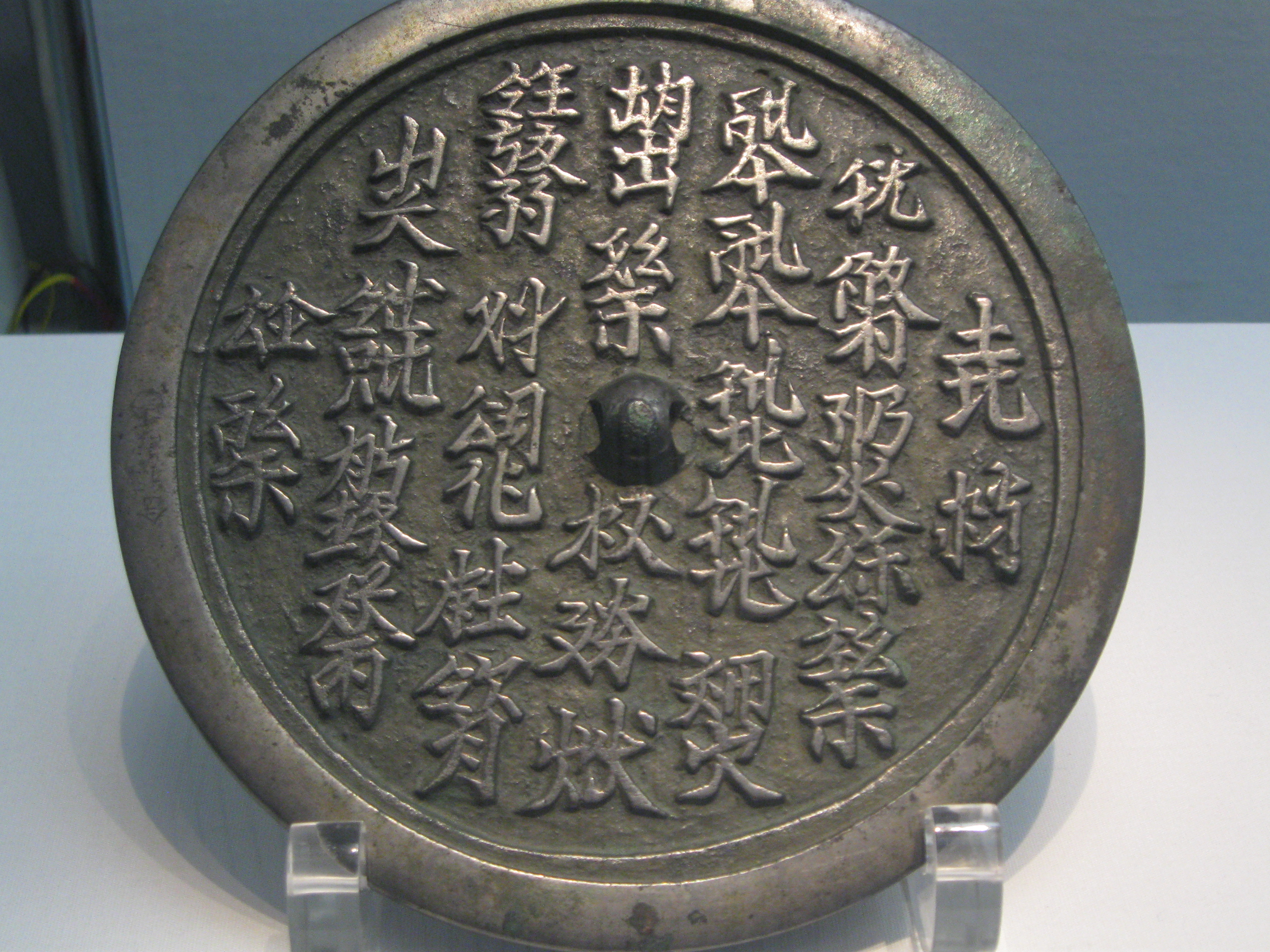
Inschrift auf einem Bronze-Spiegel in Kleiner Chitan-Schrift

Die zwei Chitan-Schriften wurden vom 10. bis 12. Jahrhundert verwendet. Sie wurde vom Volk der Chitan geschaffen, das eine mongolische Sprache sprach, einen Teil des heutigen China eroberte und 907 die Liao-Dynastie gründete. Das Volk der Jurchen, das 1125 die Chitan besiegte und die Jin-Dynastie gründete, verwendete die Chitan-Schriften weiter, selbst nachdem 1119 und 1138 zwei eigene Jurchen-Schriften geschaffen wurden. Die jüngste erhaltene Inschrift stammt aus dem Jahr 1170. Erst 1191/1192 wurde die Chitan-Schrift vom Jin-Kaiser Zhangzhong abgeschafft.

## Entzifferung
Die Chitan-Schriften sind bis heute weitgehend nicht entziffert. Sie sind in etwa vierzig Grabinschriften aus dem 11. Jahrhundert überliefert.
Die offizielle Geschichte der Liao-Dynastie (《遼史》) wurde mehr als zweihundert Jahre nach dem Untergang der Dynastie fertiggestellt. Sie beschreibt die Existenz zweier Chitan-Schriften – einer Großen und einer Kleinen Schrift – und enthält ein Glossar von etwa zweihundert angeblichen Chitan-Wörtern in chinesischer Transkription, von denen etwa die Hälfte Orts- und Personennamen sind. Viele der übrigen Wörter stehen für Beamtentitel. Die chinesischen Transkriptionen sind sehr ungenau, und viele der angeblichen Chitan-Wörter wurden von Forschern nicht als Chitan, sondern als Jurchen identifiziert.
Nachdem Sprache und Schriften der Chitan ausstarben, wurde erst 1962 von Jin Guangping wieder eine klare Unterscheidung zwischen der Großen Chitan-Schrift und der Kleinen Chitan-Schrift getroffen. Beide sind noch kaum entziffert.

## Große Schrift
Die Große Chitan-Schrift wurde im Jahr 920 auf Befehl von Yelü Abaoji geschaffen und ist eine logografische Schrift: Jedes Zeichen steht zunächst für ein Wort, kann aber nach dem Rebus-Prinzip auch seinem Lautwert nach für andere Wörter verwendet werden. So steht das Zeichen 囯 für das Wort *gur »Staat« oder für die Silbe *gur in anderen Wörtern. Manchmal können auch mehrere Zeichen zu einem Wort gruppiert werden.
Es gibt mehrere Tausend verschiedene Zeichen. Sie ähneln der Form nach chinesischen Schriftzeichen und sind nach denselben Prinzipien gebildet, aber weder ihr phonetischer noch ihr semantischer Wert entspricht chinesischen Vorbildern, so dass zur Entzifferung jedes Zeichen einzeln identifiziert werden muss.
Bis heute konnten etwa 188 Zeichen entziffert werden, die für chinesische Adels- und Beamtentitel stehen, sowie etwa 193 Zeichen für Chitan-Wörter.

## Kleine Schrift
Die Kleine Chitan-Schrift wurde wahrscheinlich im Jahr 925 geschaffen. Die älteste überlieferte Inschrift stammt aus dem Jahr 1053.
Die Kleine Schrift besteht aus etwa 378 verschiedenen Zeichen und entzog sich noch länger allen Entzifferungsversuchen als die Große Schrift. Die Schrift war offenbar nicht streng standardisiert, und etwa 70 Zeichen sind möglicherweise nur Schreibvarianten. Die größten Fortschritte bei der Entzifferung machten Forschergruppen unter Chinggeltei in Hohhot sowie unter Liu Fengzhu und Yu Baolin in Peking. 2002 veröffentlichten sie eine Liste von 378 verschiedenen Zeichen, von denen etwa der Hälfte ein Lautwert zugeordnet werden konnte.
Die Funktionsweise der Kleinen Chitan-Schrift ist keineswegs geklärt. Wahrscheinlich stehen einige Zeichen für Konsonanten, einige für Vokale und einige für Silben. Die Schrift wurde sowohl für die Chitan-Sprache als auch für das Chinesische verwendet. Manche Zeichen wurden nur für Chitan-, andere nur für chinesische Wörter verwendet, und manche für Wörter aus beiden Sprachen.